# BBC Earth
A BBC Earth egy vegyes ismeretterjesztő csatorna, melyet a BBC indított útjára 2015. április 14-én a BBC Knowledge helyén. A műsorkínálata keveset változott. Az Earth és a Knowledge egyaránt feliratos és néha külön, magyar hangsávú csatorna volt, külön magyar verzióval nem rendelkezett, a csatornahang is ismeretlen. A magyar csatornahangok 2015-2020 között Heckenast László és Tóth Anita voltak, akik korábban a Cartoon Network csatorna hangjai is voltak. 2021-től pedig Schuszter Szilvia és Szabó Máté. Ezen kívül néhány műsorajánlót eredeti nyelven hallhatunk.
2023. szeptember 14-én 06:00-kor átvette a brit verzió arculatát, amely 2021-ben debütált.

## Konkurens csatornák
- Spektrum
- History
- Viasat History

## Műfaja
Már a BBC Knowledge formában fő műfajai volt a természettudomány, a tényfeltárás, a tudomány és a technológia. Sorozataiban és filmjeiben egyaránt szerepeltek realityk és oktatósorozatok. Magától, a BBC-től is voltak műsorok. Sok sorozat és film volt például Richard Hammond-ról és Neil Armstrong-ról.

## Műsorkínálat
- A 10 legvérengzőbb fenevad
- A 60 leghalálosabb állat
- A fagy birodalma – Kulisszák mögött
- A nagy intelligencia teszt
- A természet, ami körbevesz minket
- A természet furcsaságai David Attenborough-val
- A vademberek Ben Fogle-al
- A világ legfestőibb vonatos utazásai
- Az emberi univerzum
- Az Élet – Kulisszák mögött
- Az igazság a kozmetikai kezelésekről
- Állatorvos a vadonban
- Bepillantás a gyárak világába
- Élet a fagypont alatt
- Guyana-i expedíció
- Halálos vihar
- Joanna Lumley elmondatlan kalandjai
- Kalandozások a Karib térségben Joanna Lumley-val
- Kémek a vadonban
- Vikingek
- Vizesárok – Az állati paradicsom